# Tremella telleriae
Tremella telleriae är en svampart som beskrevs av M. Dueñas 2001. Tremella telleriae ingår i släktet Tremella och familjen Tremellaceae.   Inga underarter finns listade i Catalogue of Life.